# Emmaljunga
Emmaljunga – miejscowość (tätort) w Szwecji, w regionie administracyjnym (län) Skania, w gminie Hässleholm.
Według danych Szwedzkiego Urzędu Statystycznego liczba ludności wyniosła: 268 (31 grudnia 2015), 289 (31 grudnia 2018) i 279 (31 grudnia 2019).